# Чёрный, Иван Иванович
Иван Иванович Чёрный (3 марта 1925, Яковлевка, Одесская губерния — 8 декабря 2008, Сочи, Краснодарский край) — советский и украинский художник, живописец, лауреат различных премий и наград.

## Биография
Родился в деревне Яковлевка (ныне Раздельнянского района Одесской области).
1943 год — Участие в Великой Отечественной войне. После тяжёлого ранения комиссован.
1946—1951 гг. — Учился на живописно-педагогическом отделении Одесского художественного училища. Преподаватели: проф. Мучник Л. Е., Павлюк Н. А., Поплавский М. К., Кордонский М. Л., Злочевский П. А.
с 1952 года — Жил и работал в Сочи. Участник городских, краевых, зональных, республиканских выставок. Автор ряда монументальных и декоративных работ.
1963 год — Персональная выставка в г. Сочи. На выставке экспонировалось 87 произведений.
1965—1966 гг. — Выполняет роспись в вестибюле санатория «Салют».
с 1967 года — Член союза художников СССР, России.
1967 год — Написано полотно «Рожденные бурей». Участие в республиканской выставке «Советская Россия».
1967—1968 гг. — Выполнена серия рисунков и акварелей «Госпиталь ветеранов Великой Отечественной войны».
1968 год — Создана работа «Н. Островский. 1928 год».
1970 год — присвоено звание «Лауреат премии комсомола Кубани им. Н. Островского.»
1970 год — Персональная выставка в г. Сочи. Персональная выставка в г. Краснодаре. На выставке представлено 107 работ.
1970—1971 гг. Работает над фреской, посвященной Дню Победы, в танцевальном зале санатория «Аврора».
1971 год — Участвует в выставке, посвященной 100-летию со дня рождения В. И. Ленина.
1971 год — Оформляет зал ресторана «Катюша».
1972, 1974 гг. — Творческие поездки на Ингури ГЭС.
1973, 1976 гг. — Творческие поездки в Крым.
1974 год — Созданы живописные портреты ветеранов Великой Отечественной войны Прасолова И. Ф., Бирючкова М. И. Написана картина «Ветераны».
1974 год — Участвует в зональной художественной выставке «Советский Юг».
1978 год — Участвует в выставке «Художники Кубани».
1985 год — Участвует в выставке сочинских художников-фронтовиков, посвященной 40-летию Победы.
1985 год — Персональная выставка в г. Сочи.
1999 год — Персональная выставка в г. Сочи.
2003 год — Персональная выставка «Метаморфозы Ивана Черного» в г. Сочи.
2005 год — Персональная выставка живописи и графики «Вчера была война…», посвященной 60-летию Великой Победы и 80-летию со дня рождения художника.
2007 год — Первое место и «Золотая кисть» в номинации «Живопись».
8 декабря 2008 года ушёл из жизни.
2010 год — Экспозиция работ на выставке «Победа!», посвященной 65-летию Великой Победы, в сочинском художественном музее.